# Поворазник
Поворозник (пол. Powroźnik) — село в Польщі, на Лемківщині, у гміні Мушина Новосондецького повіту Малопольського воєводства.
Населення — 1606 осіб (2011).

## Розташування
Село розміщене на берегах річки Мушинка — правої притоки Попраду, на схилах хребта Яворини. Знаходиться на території Попрадського ландшафтного парку.

## Історія
30 липня 1391 р. польський король Владислав II Ягайло віддав краківському єпископу Яну Радліці так званий Мушинський маєток, до складу якого крім Мушини входило ще 11 сіл.
Село Поворозник згадується в люстрації 1565 р. як руське село, закріпачене краківським єпископом Філіпом Паднєвським за волоським правом. Документальні свідчення про використання волоського права при закріпаченні русинського (українського) населення Лемківщини польські історики безпідставно трактують як «волоську колонізацію».
В 1637 році заснована окрема греко-католицька парафія в Поворознику.
В червні 1770 року австрійські війська ввійшли на Лемківщину і включили її до складу Австрії. В результаті йосифінських реформ мушинські маєтності пройшли секуляризацію. З 1784 р. велися метричні книги. До середини XIX ст. церква належала до парафії Криниця Мушинського деканату Перемишльської єпархії, надалі була окремою парафією. У 1880 р. село належало до Новосондецького повіту, було 128 будинків і 765 мешканців (737 греко-католиків, 20 римо-католиків і 8 юдеїв).
В 1911 році збудовано залізницю Мушина-Криниця зі станцією Поворозник.
У 1914 р. за москвофільство 11 жителів села заарештовано і вислано до Талергофу.
З листопада 1918 по січень 1919 село входило до складу Лемківської Республіки, землі якої були окуповані польським військом і приєднані до Польщі на початку 1919 року. В селі була москвофільська читальня імені Качковського.
У 1919-1939 роках село входило до Новосондецького повіту Краківського воєводства.
До середини XX ст. в регіоні переважало лемківсько-українське населення. У 1939 році з 1290 жителів села — 1230 українців, 45 поляків (прикордонна сторожа) і 15 євреїв.
В 1940 році коло 100 лемків з ПовороІзника емігрувало до СРСР.
До 1945 р. в селі була греко-католицька парафія Мушинського деканату, до якої належала також Мушина.
Після Другої світової війни Лемківщина, попри сподівання лемків на входження в УРСР, була віддана Польщі, а корінне українське населення примусово-добровільно вивозилося в СРСР — у селі залишилося 8 родин. Згодом, у період між 1945 і 1947 роками, у цьому районі тривала боротьба підтримуваних українцями підрозділів УПА проти радянських військ і Війська Польського. А 451 житель села 1947 року під час Операції Вісла було ув'язнено в концтаборі Явожно або депортовано на понімецькі землі Польщі. На місце українців переселено поляків.
У 1975-1998 роках село належало до Новосондецького воєводства.

## Пам'ятки
В селі збереглася церква Святого Якова Молодшого з 1604 року, головна вежа прибудована в 1780 році, церква перенесена в 1813 р. на нинішнє місце через загрозу затоплення, у 1951 році перетворена на костел. Іконостас у церкві виконаний у  першій половині XVIII ст., але через використання церкви під костел іконостас пересунутий. У бічних каплицях знаходяться ікони XVII ст., найдавнішою є ікона Аарона з XVI ст. Іншими найдавнішими є Останній суд з 1623 р. і Оплакування Христа з 1646 р. Припускають, що захристя є ще давнішим і збереженим від попередньої церкви XVI ст. Збережений поліхромний розпис захристя 1607 року. На вежі є дзвін 1615 року.

## Демографія
Демографічна структура станом на 31 березня 2011 року:
|          | Загалом | Допрацездатний вік | Працездатний вік | Постпрацездатний вік |
| -------- | ------- | ------------------ | ---------------- | -------------------- |
| Чоловіки | 796     | 214                | 525              | 57                   |
| Жінки    | 810     | 193                | 501              | 116                  |
| Разом    | 1606    | 407                | 1026             | 173                  |